# El baile del gorila
«El baile del gorila» es una canción y primer sencillo de la cantante y compositora española Melody, perteneciente a su álbum de presentación De pata negra del año 2001.
Se convirtió en canción del verano en 2001 y su enorme popularidad permitió a Melody (en ese entonces, una niña de casi 10 años) embarcarse en giras internacionales, alcanzando los puestos más altos en las listas de ventas de varios países.
Este éxito llevó a Melody a proclamarse vencedora como artista revelación femenina en la novena edición de los Premios Tu Música, celebrados en San Juan (Puerto Rico) el 23 de agosto de 2002.
Además, fue nominada al Grammy Latino en 2002 como mejor álbum infantil, compartiendo podio junto a Xuxa (ganadora), Miliki y Chiquititas.
También quedó finalista en la ceremonia de los Premios Billboard de la Música Latina de 2003, que tuvo lugar el 8 de mayo de ese año en el Miami Arena. De pata negra fue nominado al mejor álbum de pop latino (en la modalidad de artista revelación), compitiendo con Las Kétchup (vencedoras), Pilar Montenegro y Sin Bandera.
El sencillo El baile del gorila también se grabó en otras versiones con ritmos aún más bailables.

## Versiones

### Versiones en remezclas
- Gorila dance remix
- Mixing gorilas
- El baile del gorila

### Versiones en otros idiomas
- LEER DE GORILLADANS! - Doenja (Holandés)
- A DANÇA DA BALEIA  - Thalita y Su Pandilla (Brasil)

## Listas

### Semanales
| País   | Lista                                     | Primera semana     | Posición de ingreso | Mejor posición | Semanas en la mejor posición | Semanas en la lista | Última semana            | Ref.  |
| ------ | ----------------------------------------- | ------------------ | ------------------- | -------------- | ---------------------------- | ------------------- | ------------------------ | ----- |
| España | Top 20 Singles & Maxisingles (Promusicae) | 7 de julio de 2001 | 2                   | 1              | 1                            | 13                  | 29 de septiembre de 2001 | [ 6 ] |

### Anuales
| País   | Lista                                     | Año  | Posición | Ref.  |
| ------ | ----------------------------------------- | ---- | -------- | ----- |
| España | Top 20 Singles & Maxisingles (Promusicae) | 2001 | 13       | [ 7 ] |